# Figularia triangula
Figularia triangula är en mossdjursart som beskrevs av Powell 1967. Figularia triangula ingår i släktet Figularia och familjen Cribrilinidae. Inga underarter finns listade i Catalogue of Life.